# 秦野市立大根中学校
秦野市立大根中学校（はだのしりつ おおねちゅうがっこう）は、神奈川県秦野市南矢名にある公立中学校である。近くには広畑小学校、大根小学校、秦野高等学校、東海大学があり、東海大学前駅から徒歩8分のところにある。クラスは1年が3クラス、2年が4クラス、3年が4クラスある。（2023年度）

## 開校記念日
- 4月30日

## 沿革
（沿革節の主要な出典は公式サイト）
- 1947年（昭和22年）
  - 4月22日 - 斉藤其代校長外職員10名任命。
  - 5月5日 - 教育制度改正により大根村立中学校開校ならびに始業式。
  - 7月5日 - 校章制定。
- 1950年（昭和25年）3月17日 - 新校舎第1期工事完了。
- 1952年（昭和27年）3月10日 - 新校舎第2期工事完了。
- 1954年（昭和29年）11月2日 - 新校舎第3期工事完了。
- 1955年（昭和30年）
  - 4月15日 - 秦野市・大根村合併により、秦野市金目組合大根中学校と改称。
  - 8月3日 - 校門（正門）工事完了。
- 1957年（昭和32年）
  - 4月1日 - 神奈川県秦野市立大根中学校と改称。
  - 10月3日 - 創立10周年記念式典挙行。
- 1959年（昭和34年）5月8日 - 体育館竣工式挙行。
- 1967年（昭和42年）3月30日 - 体育館器具庫兼物置完成。
- 1969年（昭和44年）
  - 3月30日 - 運動場西側拡張工事完了（1491 m2）。
  - 7月24日 - プール竣工式ならびにプール開き挙行。
- 1971年（昭和46年）
  - 8月30日 - 体育用具室完成（1844 m2）。
  - 9月20日 - 校庭周辺フェンス完成、体育器具室完成。
- 1974年（昭和49年）3月31日 - プレハブ校舎（2教室完成）。
- 1975年（昭和50年）4月12日 - 増改築校舎竣工式（鉄筋4階）（現2棟）。
- 1980年（昭和55年）4月28日 - 増改築校舎竣工式（鉄筋4階）（現1棟）。
- 1986年（昭和61年）3月31日 - 秦野市立鶴巻中学校分離。
- 1987年（昭和62年）4月24日 - 増改築工事竣工式（3棟、格技室）　プール竣工式にともない旧プールを大根小学校に譲渡。
- 1991年（平成3年）
  - 8月31日 - 2棟2階教室改修工事完了。
  - 10月31日 - 1棟全階ベランダ手摺取替え工事完了。
- 1992年（平成4年）5月11日 - 屋内運動場（体育館）立替工事完了。
- 1993年（平成5年）10月1日 - 屋内運動場竣工式。
- 1994年（平成6年）8月31日 - 3棟3階教室改修工事完了。
- 1996年（平成8年）11月10日 - 創立50周年記念式典。
- 1998年（平成10年）
  - 4月1日 - 制服自由化の完全実施。
  - 9月30日 - 2棟耐震補強工事完了。
- 1999年（平成11年）9月22日 - 1棟耐震補強工事完了。
- 2000年（平成12年）8月31日 - 2棟階段、壁補修工事完了。
- 2001年（平成13年）8月31日 - 2棟快適トイレ工事完了。
- 2002年（平成14年）8月31日 - 1棟快適トイレ工事完了。
- 2003年（平成15年）2月25日 - 3棟快適トイレ工事完了。
- 2004年（平成16年）9月30日 - 1棟外壁塗装工事完了。
- 2005年（平成16年）3月1日 - ソフトテニス部用テニスコート完成。
- 2006年（平成18年）4月1日 - 空調設備設置（事務室・校長室・職員室）。
- 2007年（平成19年）
  - 1月4日 - 屋内運動場エントランス天井修理。
  - 9月13日 - 第1棟内部塗装工事完了。
- 2010年（平成22年）
  - 9月30日 - 運動場改修工事完了。
- 2014年（平成26年）
  - 8月28日 - 空調設備設置(教室・理科室・美術室等)。
- 2016年（平成28年）
  - 3月21日 - 防災備蓄庫建設工事完了。
- 2020年（令和2年）
  - 8月26日 - 受水槽設備等更新工事完了。

## 教育目標
「自立と共生」
自立…学力、自律、責任
共生…感謝、思いやり、信頼

## 特色
- 中学校では数少ない自由服での登校となっている。
- 毎週月曜日は部活動が基本的に休みである。

## イベント
- 大根中最大の行事である「桜中祭」（おうちゅうさい）というものがあり2日間の学校祭があり、「運動の部」、「文化の部」で分けられている。表彰は主に「文化の部優勝」、「運動の部優勝」、「総合優勝」がある。この学校祭は2015年度で30回目を迎える
- 桜中祭は正確には3日間あり前日祭として「桜蕾祭」（おうらいさい）残り2日間を「桜中祭」、閉会式終了直後に「桜葉祭」（おうようさい）がある
- 「桜中祭」の次に大きいイベントとして「砂田ヶ丘祭」がある。
- 事前にベルマークの回収があり、合計点数の順位でリレーのスタート位置が有利になる。（2013年度までペットボトルキャップ回収であった）

## 委員会
- 生徒会本部
- 生徒協議委員会

- 専門委員会
  - 1年学年委員会
  - 2年学年委員会
  - 3年学年委員会
  - 放送委員会
  - 保健委員会
  - 図書委員会
  - 福祉委員会
  - 環境整備委員会
  - 体育委員会
  - 広報委員会

- 特別委員会
  - 桜中祭実行委員会
  - 桜蕾祭・桜葉祭実行委員会
  - 選挙管理委員会
  - 指名委員（生徒会立候補者がいない場合のみ活動）
  - ICT特別委員会（2023年発足）

## 部活動

### 運動部
- 男子バスケットボール部
- 女子バスケットボール部
- 男子野球部（休部中）
- 男子サッカー部
- 男子ソフトテニス部
- 女子ソフトテニス部
- 男子バドミントン部
- 男子卓球部
- 女子バレーボール部
- 男女剣道部
- 男女柔道部（休部中）
- 男女器械体操部

### 文化部
- 男女吹奏楽部
- 男女美術部

## 施設概要
- 校舎は第1棟から第3棟まである。
- 第1棟　1年教室、2年教室、音楽室、図書室、美術室、心の相談室、職員室、事務室、校長室など（4階建て）
- 第2棟　3年教室、進路相談室、PCルーム、あすなろ級など（4階建て）
- 第3棟　第1、第2理科室、視聴覚室、特活室、家庭科室（3階建て、階段なし、1棟からの連絡通路のみ）
- テニスコート　学校から約50メートル離れた場所にある。
- 体育館　入り口が2階でロビーと多目的室がある。1階が室内運動場入り口
- 格技室　1階廊下から渡り通路

## 著名な出身者
- INORAN（LUNA SEA）
- 岩井小百合（元アイドル）
- 前田夕暮（自由律詩）
- J（LUNA SEA）
- 徳永暁人（音楽家）
- 今成正和（格闘家）
- 三平和司（サッカー選手）
- 原俊介（プロ野球選手）
- 町田隼乙（プロ野球選手）
- 加藤優（女子野球選手）
- 齊藤洋介（プロバスケットボール選手）